# Топіга Марко
Марко Топи́га, Топі́га (також Манько) — полковник Черкаський (1648—1649).

## Короткий життєпис
Згадується в листі гомельського підстарости до надвірного литовського хорунжого, датованому 12 березня 1651 року, до котрого було додано лист Забіли, є згадка про поховання Брацлавського полковника Данила Нечая. У додатках до листа є конфесати та два документи з відомостями про місцеперебування українських полків в 1649 році — перед походом на Збараж, та 1651 — перед походом на Берестечко. Імовірно, відомості про 1649 рік надав перебіжчик Сильвестр Дубина, що був полковим писарем при полковнику Іллі Голоті. У цьому листі Марко (Манько) Топига згадується як Черкаський полковник, полк мав в складі 27 хоругов; полковником Черкаським до смерті в бою був Максим Кривонос. Ймовірно, Топига був полковником відразу по його смерті; існує можливість, що полк, керував яким Топига (Топіга), припинив існування за Зборівським миром. Наказним Брацлавським полковником згадується при Данилі Нечаї Кривенко Григорій, проживаючим в Києві — полковник Ганжа Григорій, що, можливо, загинув під Збаражем — по цьому його ім'я не згадується. Наказним полковником київським називається Пішко Остап (Євстахій) — Михайло Кричевський готувався до походу проти Януша Радзивілла на Сіверщину, Чорнобильським полковником зазначений Панкевич Михайло.
Згадується як колишній полковник реєстрового війська, що очолив реєстровий полк при Хмельницькому разом з Кіндратом Бурляєм та Філоном Джалалієм.